# Dominique Aegerter
Dominique Aegerter (ur. 30 września 1990 w Rohrbach) – szwajcarski motocyklista.

## Kariera
Pierwszy pełny sezon w MMŚ Aegerter zaliczył w 2007, wtedy jeszcze w kategorii 125cc, przedtem wystąpił dwa razy jako dzika karta. Zanim jednak Szwajcar dostał się do tej elitarnej serii ścigał się w ADAC Junior Cup i Mistrzostwach Niemiec 125cm3. W 2008 "Domi" związał się z zespołem Ajo Motorsport, rok później był już częścią teamu Interwetten Ajo ciągle robiąc postępy i poprawiając wcześniej uzyskane wyniki, to pozwoliło mu zrobić krok do przodu, konkretnie do kategorii Moto2, gdzie dosiadał motocykla z ramą Sutera w teamie Technomag-CIP (15. miejsce pod koniec sezonu). Poprawił się w 2011, czego ukoronowaniem było jego pierwsze podium w Moto2, skończył zmagania na 8. miejscu.
Dominique pozostał z tym samym zespołem w 2012 wyrównując swoje osiągnięcie z poprzedniego, czyli 8. miejsce, tym razem jednak nie zaliczył ani jednego podium. 2013 był najlepszy dla Aegertera, raz stał na podium, ale w klasyfikacji generalnej uplasował się na wysokim 5. miejscu. Jego współpraca z Technomag-CIP trwała nadal, a dotychczasowego partnera zespołowego, Randy'iego Krummenachera, zastąpił młody Szwajcar, Robin Mulhauser. Czterokrotnie stawał na podium, w tym wygrana w Niemczech sprawiły, że został sklasyfikowany na piątym miejscu. W sezonie 2015 nie powiodło mu się tak dobrze, jak w poprzednim, co spowodowało dalekie miejsce w klasyfikacji generalnej.

## Statystyki

### Sezony
| Sezon | Klasa | Zespół                                       | Motocykl | TM             | Wyścigi | Zwycięstwa | Podia | PP | Najsz. okr. | Pkt.  | Miejsce |
| ----- | ----- | -------------------------------------------- | -------- | -------------- | ------- | ---------- | ----- | -- | ----------- | ----- | ------- |
| 2006  | 125cc | Multimedia Racing                            | Aprilia  | Aprilia RS 125 | 2       | 0          | 0     | 0  | 0           | 0     | NC      |
| 2007  | 125cc | Multimedia Racing                            | Aprilia  | Aprilia RS 125 | 17      | 0          | 0     | 0  | 0           | 7     | 23      |
| 2008  | 125cc | Ajo Motorsport                               | Derbi    | Derbi RS 125   | 17      | 0          | 0     | 0  | 0           | 45    | 16      |
| 2009  | 125cc | Ajo Interwetten                              | Derbi    | Derbi RSA 125  | 16      | 0          | 0     | 0  | 0           | 70,5  | 13      |
| 2010  | Moto2 | Technomag-CIP                                | Suter    | Suter MMX2     | 17      | 0          | 0     | 0  | 0           | 74    | 15      |
| 2011  | Moto2 | Technomag-CIP                                | Suter    | Suter MMX2     | 17      | 0          | 1     | 0  | 0           | 94    | 8       |
| 2012  | Moto2 | Technomag-CIP                                | Suter    | Suter MMX2     | 17      | 0          | 0     | 0  | 0           | 114   | 8       |
| 2013  | Moto2 | Technomag carXpert                           | Suter    | Suter MMX2     | 17      | 0          | 1     | 0  | 0           | 158   | 5       |
| 2014  | Moto2 | Technomag carXpert                           | Suter    | Suter MMX2     | 18      | 1          | 4     | 1  | 1           | 172   | 5       |
| 2015  | Moto2 | Technomag carXpert                           | Kalex    | Suter          | 14      | 0          | 1     | 0  | 0           | 62    | 17      |
| 2016  | Moto2 | Garage Plus Interwetten CarXpert Interwetten | Kalex    | Kalex Moto2    | 5       | 0          | 0     | 0  | 0           | 46*   | 7*      |
| Razem |       |                                              |          |                | 157     | 1          | 7     | 1  | 1           | 842,5 |         |

* – sezon w trakcie

### Klasy wyścigowe
| Klasa  | Sezony    | Pierwszy wyścig | Pierwsze podium | Pierwsza wygrana | Wyścigi | Zwycięstwa | Podium | PP | Najsz. okr. | Pkt.  | WCh |
| ------ | --------- | --------------- | --------------- | ---------------- | ------- | ---------- | ------ | -- | ----------- | ----- | --- |
| 125 cc | 2006–2009 | Portugalia 2006 | –               | –                | 52      | 0          | 0      | 0  | 0           | 122,5 | 0   |
| Moto2  | 2010–     | Katar 2010      | Walencja 2014   | Niemcy 2014      | 105     | 1          | 7      | 1  | 1           | 720   | 0   |
| Razem  | 2006–     |                 |                 |                  | 157     | 1          | 7      | 1  | 1           | 842,5 |     |

### Starty
| Sezon | Klasa | Team    | 1      | 2      | 3      | 4      | 5      | 6      | 7      | 8      | 9      | 10     | 11     | 12     | 13     | 14     | 15     | 16     | 17     | 18     | Poz. | Pkt. |
| ----- | ----- | ------- | ------ | ------ | ------ | ------ | ------ | ------ | ------ | ------ | ------ | ------ | ------ | ------ | ------ | ------ | ------ | ------ | ------ | ------ | ---- | ---- |
| 2006  | 125cc | Aprilia | SPA    | QAT    | TUR    | CHN    | FRA    | ITA    | CAT    | NED    | GBR    | GER    | CZE    | MAL    | AUS    | JPN    | POR 26 | VAL 29 |        |        | NS   | 0    |
| 2007  | 125cc | Aprilia | QAT 20 | SPA 19 | TUR 24 | CHN 21 | FRA 20 | ITA 15 | CAT 15 | GBR NU | NED 28 | GER 21 | CZE 29 | RSM 23 | POR NU | JPN 11 | AUS 19 | MAL NU | VAL 18 |        | 23   | 7    |
| 2008  | 125cc | Derbi   | QAT 17 | SPA 8  | POR 12 | CHN 17 | FRA 23 | ITA 24 | CAT 12 | GBR 19 | NED 16 | GER 10 | CZE 14 | RSM 8  | IND 11 | JPN 19 | AUS NU | MAL 8  | VAL NU |        | 16   | 45   |
| 2009  | 125cc | Derbi   | QAT 11 | JPN 9  | SPA 9  | FRA 6  | ITA 19 | CAT 20 | NED 13 | GER 9  | GBR 8  | CZE 18 | IND 10 | RSM 15 | POR 8  | AUS 12 | MAL 14 | VAL 11 |        |        | 13   | 70.5 |
| 2010  | Moto2 | Suter   | QAT 11 | SPA 13 | FRA 30 | ITA 16 | GBR 9  | NED 18 | CAT NU | GER 8  | CZE 16 | IND 11 | RSM 8  | ARA 7  | JPN 12 | MAL 8  | AUS 13 | POR 9  | VAL 9  |        | 15   | 74   |
| 2011  | Moto2 | Suter   | QAT 13 | SPA 28 | POR 4  | FRA 8  | CAT NU | GBR 20 | NED 18 | ITA 11 | GER 12 | CZE 8  | IND 12 | RSM 13 | ARA 9  | JPN 8  | AUS 12 | MAL 5  | VAL 3  |        | 8    | 94   |
| 2012  | Moto2 | Suter   | QAT 18 | SPA 8  | POR 12 | FRA 14 | CAT 7  | GBR 9  | NED 7  | GER 10 | ITA 8  | IND 7  | CZE 14 | RSM 6  | ARA 14 | JPN 10 | MAL 8  | AUS 4  | VAL 5  |        | 8    | 114  |
| 2013  | Moto2 | Suter   | QAT 4  | AME 4  | SPA 8  | FRA 4  | ITA 10 | CAT 8  | NED 3  | GER 9  | IND 5  | CZE 13 | GBR 5  | RSM 5  | ARA 13 | MAL 5  | AUS 6  | JPN 8  | VAL 10 |        | 5    | 158  |
| 2014  | Moto2 | Suter   | QAT NU | AME 3  | ARG 4  | SPA 2  | FRA 7  | ITA 5  | CAT 14 | NED 21 | GER 1  | IND 3  | CZE 5  | GBR 21 | RSM 6  | ARA 6  | JPN 18 | AUS 8  | MAL 5  | VAL 6  | 5    | 172  |
| 2015  | Moto2 | Kalex   | QAT 15 | AME 18 | ARG 13 | SPA 16 | FRA 10 | ITA 3  | CAT 9  | NED 11 | GER 10 | IND 4  | CZE 13 | GBR 13 | RSM 24 | ARA NU | JPN    | AUS    | MAL    | VAL WD | 17   | 62   |
| 2016  | Moto2 | Kalex   | QAT 5  | ARG 5  | AME 4  | ESP 8  | FRA 13 | ITA    | CAT    | NED    | GER    | AUT    | CZE    | GBR    | SMR    | ARA    | JPN    | MAL    | AUS    | VAL    | 7*   | 46*  |

* – sezon w trakcie